# Balok (Dendang)
Balok is een bestuurslaag in het regentschap Belitung Timur van de provincie Bangka-Belitung, Indonesië. Balok telt 1863 inwoners (volkstelling 2010).